# Podostemales
Podostemales is een botanische naam, voor een orde van planten: de naam is gevormd vanuit de familienaam Podostemaceae. Een orde onder deze naam werd erkend in het Cronquist-systeem (1981), alwaar de orde bestond uit
- orde Podostemales
  - familie Podostemaceae

In het APG II-systeem (2003) komt de orde niet voor: de familie wordt ingevoegd in de orde Malpighiales.